# Панарет (Мишайков)
Митрополи́т Панаре́т (в миру Петр Иванов Мишайков, болг. Петър Иванов Мишайков; январь 1805, Пателе, Македония (ныне Айос-Панделеимон, Греция) — 26 ноября 1883, Пловдив) — епископ Болгарской православной церкви, митрополит Пловдивский. Деятель Болгарского национального возрождения.

## Биография
Родился в 1805 году. Происходил от болгарского рода Мишайковых из села Пателе в Южной Македонии. Старший брат видного болгарского врача и общественного деятеля Константина Мишайкова.
Петр Мишайков учился в греческой гимназии в Битоле, Кожани, в училище на Теофилос Каирис на острове Андрос и в 1838 году в гимназии в Афинах, где был одним из основателей Славяно-болгарского ученолюбивого общества. После этого окончил Историко-филологический факультет Афинского университета в 1843 году. После чего до 1844 года преподавал в греческой гимназии в Битоле.
После этого принял священный сан и служил при Янинском митрополите. В 1851 году назначен митрополитом Ксанфийской епархии.
Через 10 лет, 25 февраля 1861 года, в начале греко-болгарской церковной распри, назначен Синодом Константинопольского патриархата митрополитом Пловдивским. Первоначально Панарет был плохо принят болгарским населением города, но в 1868 году принял сторону болгар в распре с Константинополем.
В 1871 году был делегатом на Первом болгарском церковно-народном соборе.
В начале 1872 года вместе с митрополитом Ловчанским Иларионом и митрополитом Тырновским Иларионом был заточён османскими властями в Измите (Никомидии), но через месяц, по настойчивым требованиям константинопольской болгарской колонии, их освободили.
В том же году митрополит Панарет был избран митрополитом пловдивским и членом Священного Синода новоучредённого Болгарского экзархата.
Сотрудничал с газетами «Македония» (1870), «Право» (1870—1871), «Век» (1874), журналом «Читалище» (1875) и газетой «Напредък» (1876—1877). Автор «Надгробное пение или последование утренное во святую и великую суботу» (1866).
Скончался 26 ноября 1883 года в Пловдиве.